# مراد اریه
مراد اَریّه (۱۲۷۷ – ۱۱ آذر ۱۳۵۹) سرمایه‌دار، رئیس انجمن کلیمیان و نماینده کلیمیان در مجلس شورای ملی در دوره پانزدهم، هجدهم، نوزدهم و بیستم مجلس شورای ملی (فوریه ۱۹۴۴ تا اکتبر ۱۹۶۳) بود. اریه مالک و بنیانگذار صنایع کاشی و سرامیک ایرانا، بزرگترین شرکت کاشی سازی در ایران، پلاستیک و ملامین تهران و پتوی پرنیان بود.

## کودکی و خانواده
مراد اریه در خانواده‌ای یهودی در کاشان به دنیا آمد. پدرش حاخام رفائیل اریّه از شخصیت‌های روحانی کاشان به‌شمار می‌رفت. تحصیلات ابتدائی را در مدرسه آلیانس کاشان گذراند و به موازات آن در مکتب پدرش و دیگر علمای روحانی به فراگیری علوم تورات و دیگر اصول دین و آیین یهود پرداخت، به طوری که مقارن با دوران بلوغ موفق به دریافت اجازه‌نامه شحیطا شد.

## تجارت پارچه
مراد اریّه با تصمیم والدینش رهسپار رشت شد تا در مغازه پارچه فروشی برادرش یحیی مشغول به کار شود. پس از مدت کوتاهی خودش مغازه پارچه‌فروشی در رشت به راه انداخت. همزمان زبان روسی را نیز آموخت به‌خوبی صحبت می‌کرد و همین امر که در جذب مشتریانی از روسیه و گسترش تجارت او مؤثر بود.
او سپس از راه روسیه راهی اروپا شد و پس از کسب تجربه به‌ویژه در انگلستان و ایتالیا به ایران بازگشت و به عنوان وارد کننده منسوجات در بازار تهران جایگاه ویژه‌ای کسب کرد. در سال ۱۲۹۸ خورشیدی با دختری به نام اقدس از خانواده یظهری ازدواج کرد که حاصل این پیوند، سه فرزند پسر و چهار دختر شد.

## فعالیت اجتماعی
مراد اریّه فعالیت اجتماعی را رسماً از سال ۱۳۰۶ با عضویت در شورای بلدیه (انجمن شهر) تهران آغاز کرد. در جلسه‌ای که هیئت مدیره انجمن شهر با حضور رضا شاه برگزار کرد، در پاسخ به سؤالات رضاشاه دربارهٔ وضع کلیمیان، به‌ویژه کلیمیان محله عودلاجان گفت که بیشتر یهودیان تهران در سه‌راه سیروس اقامت دارند و از نظر امکانات زندگی فاقد شرایط مناسبند، ضمن آنکه برای جابجایی به نقاط دیگر تهران دچار محدودیتند و معاملات زمین در نقاط دیگر برای آنها امکان‌پذیر نیست.
بلافاصله با دستور رضاشاه تسهیلاتی فراهم شد که یهودیان در صورت تمایل بتوانند در هر نقطه از تهران خانه بخرند یا معاملات املاک انجام دهند و همین دستور باعث شد یهودیان در مناطق حسن‌آباد، آقا شیخ هادی و دیگر مناطق شمال تهران خانه بخرند و در خرید و فروش ملک نیز فعال شوند.
مراد اریّه بیشتر وقت خود را به تجارت با اروپا و آمریکا می‌گذراند و در سفرهایی به آمریکا با مذاکره با اسحق شالم رئیس اوتصر هتوراه در نیویورک توانست موافقت او را برای تأسیس شعبه اوتصر هتورا در ایران به ریاست و مسئولیت راب لوی کسب کند، همچنین موفق شد یکی از مقام‌های بلندپایه هواپیمایی انگلستان و رئیس کمپانی نفت بریتیش پترولیوم را که هر دو یهودی بودند برای مذاکرات اقتصادی به تهران دعوت کند.

## نمایندگی مجلس
در انتخابات دوره چهاردهم مجلس شورای ملی که در حوزه کلیمیان دیرتر از دیگر حوزه‌ها و در مهر ۱۳۲۳ پس از آغاز به کار مجلس برگزار شد، اریه توانست دکتر لقمان نهورایی را که چندین دوره نماینده کلیمیان بود شکست دهد و به مجلس راه یابد. همزمان، ریاست انجمن کلیمیان را نیز عهده‌دار بود.
از فعالیت‌های مهم مراد اریّه در مجلس، وصول غرامت از اوقاف بابت قبرستان قدیمی کلیمیان در خیابان سپه بود که مدتها بود در آن دفنی صورت نگرفته بود و جزء املاک انجمن کلیمیان به حساب می‌آمد اما اداره اوقاف در دوران وزارت اسماعیل مرآت این گورستان قدیمی و قطعه زمین متروکه مقابل آن را مصادره کرده و در اختیار مدرسه نظام گذاشته بود. بعدها با همت روح‌الله مناسبیان و طرح و نظارت مهندس جهانگیر بنایان، در محل گورستان قدیمی و قطعه زمین متروکه آن، پاساژ کوروش احداث شد.
در دوره پانزدهم مجلس شورای ملی، اریه بار دیگر به نمایندگی کلیمیان انتخاب شد اما خودش در آمریکا بود. پس از گذشت حدود یک سال از آغاز کار به مجلس نامه‌ای از آمریکا به رئیس مجلس فرستاد و نوشت که به علت کسالت خود و همسرش مدت‌هاست در حال معالجه است و نتوانسته به ایران بازگردد و وظیفه نمایندگی را انجام دهد و چون هنوز هم آثاری از بهبودی کامل نمی‌بیند، از نمایندگی استعفا می‌دهد.
در دوره شانزدهم، به جای او دکتر موسی برال به مجلس رفت. در دوره هفدهم نیز در حوزه کلیمیان انتخابات انجام نشد. در سال ۱۳۳۲ که محمدرضا شاه پهلوی پس از کودتای نافرجام ۲۵ مرداد علیه دولت مصدق ناچار به سفر به رم رشد، سفارت ایران از پذیرش او خودداری کرد. اریه که در آن زمان در ایتالیا بود به رم رفت و خودروی خود را در اختیار شاه گذاشت و چک سفید امضایی به او داد. چند ساعت بعد شاه توانست به ایران برگردد.
در انتخابات دوره هجدهم مجلس در سال ۱۳۳۳ مراد اریّه بار دیگر به مجلس راه یافت. در این دوره در نطقی از تبعیض در وزارت فرهنگ علیه کلیمیان سخن گفت و اینکه کلیمیان را برای تدریس در دانشسرای مقدماتی استخدام نمی‌کنند. اظهارات او اعتراض و تکذیب رئیس مجلس، وزیر فرهنگ و نمایندگان را در پی داشت.
اریه تا پایان دوره بیستم (۱۹ اردیبهشت ۱۳۴۲) نماینده کلیمیان بود. در این دوران توانست به رفع تعرض همسایگان از تصرف و تصاحب بخش‌هایی از املاک بهشتیه خیابان مازندران و نیز دیوارکشی قسمت غربی آن، رفع مسائل و مشکلات انجمن کلیمیان تهران و انجمن‌های دیگر شهرها، تشکیل بت دین انجمن کلیمیان، خرید باغ مریضخانه معتمد به نام انجمن کلیمیان، تشکیل کنفرانس تهران دربارهٔ حقوق زنان، نجات تعدادی از اشخاص بیگناه که به ناحق محکوم به مرگ شده بودند، انتقال و ثبت بعضی از املاک متعلق به یهودیان تهران به نام انجمن کلیمیان تهران بپردازد.

## مخالفت با سفارت اسرائیل
روابط اریه با سفارت اسرائیل در ایران دوستانه نبود. مئیر عزری سفیر اسرائیل گفته‌است وقتی در سال ۱۳۳۷ به تهران رسید به دیدار اریه رفت، از پاسخ سرد وی تعجب زده شد. اریه گفت: «جنبش صهیونیستی یا سفارت اسرائیل جایی در ایران ندارد. در سایه رهبری اعلی‌حضرت، یهودیان از حقوق برابر با دیگران برخوردارند و این نیاز به وجود مقامی اسرائیلی در ایران را مرتفع می‌سازد.»
سفارت اسرائیل تصمیم گرفت به نمایندگی اریه در مجلس خاتمه دهد و در انتخابات سال ۱۳۴۲ از نامزد دیگری به نام جمشید کشفی حمایت کرد که باعث کناره‌گیری اریه از انتخابات شد. فرزندان اریه معتقدند بین پدرشان و عزری که متولد ایران بود از قدیم تنش‌هایی وجود داشت و پدر عزری از یهودیان اصفهان پول گرفته بود تا آنها را به سرزمین موعود منتقل کند ولی این کار را نکرد.

## فعالیت صنعتی
در اواخر دهه ۱۳۴۰ خورشیدی مراد اریّه مجتمع کارخانجات سرامیک و کاشی سازی ایرانا، پلاستیک سازی، ملامین سازی تهران، واحد تولیدی پتو پرنیان، کارخانه بستنی سازی الدورادو و نیز چندین واحد کوچک و بزرگ تولیدی دیگر را تأسیس کرد. در سال ۱۳۵۵ به جان او سوء قصد نافرجامی شد. در محل کارش بمبی کار گذاشتند اما او یک ساعت پیش از انفجار دفتر کارش را ترک کرد و جان سالم به در برد. چندی بعد از ایران مهاجرت کرد و تا وقوع انقلاب تنها برای امور بازرگانی به ایران سفر می‌کرد. اموال اریه پس از انقلاب ایران در سال ۱۳۵۷ بر اساس قانون حفاظت و توسعه صنایع ایران مصادره شد. او سال‌های پایانی عمر خود را در نیویورک گذراند.

## زندگی شخصی
اریه و همسرش اقدس هفت فرزند داشتند. رفیع رافائل (۱۹۳۱–۲۰۲۰) پسر ارشد اریه و دیگر پسرش اسکندر به او در سرپرستی گروه صنعتیش که بیش از سی شرکت اقتصادی در ایران را شامل می‌شد کمک می‌کردند. رفیع اریه چندین شهرک را پیش از انقلاب در خارج از تهران ساخت از جمله اقدسیه که به نام مادرش نامگذاری شد.